# Clusiodes freyi
Clusiodes freyi är en tvåvingeart som beskrevs av Risto Kalevi Tuomikoski 1933. Clusiodes freyi ingår i släktet Clusiodes och familjen träflugor. Enligt den svenska rödlistan är arten otillräckligt studerad i Sverige. . Artens livsmiljö är skogslandskap. Inga underarter finns listade i Catalogue of Life.